# Lijst van Eurocommissarissen voor Economische Zaken
De functie van Europees commissaris voor Economische Zaken is een van de oudste nog bestaande functies binnen de Europese Commissie. De commissaris was al vertegenwoordigd bij de lancering van de Commissie in 1958.

## Commissarissen
|  | Naam                    | Lidstaat   | Nationale partij | Periode   | Commissies               |
|  | ----------------------- | ---------- | ---------------- | --------- | ------------------------ |
|  | Robert Marjolin         | Frankrijk  | Onafhankelijk    | 1958-1967 | Hallstein I Hallstein II |
|  | Raymond Barre           | Frankrijk  | Onafhankelijk    | 1967-1973 | Rey Malfatti Mansholt    |
|  | Wilhelm Haferkamp       | Duitsland  | SPD              | 1973-1977 | Ortoli                   |
|  | François-Xavier Ortoli  | Frankrijk  | UDR              | 1977-1985 | Jenkins Thorn            |
|  | Alois Pfeiffer          | Duitsland  | CSU              | 1985-1987 | Delors I                 |
|  | Peter Schmidhuber       | Duitsland  | CSU              | 1987-1989 | Delors I                 |
|  | Henning Christophersen  | Denemarken | Venstre          | 1989-1995 | Delors II Delors III     |
|  | Yves Thibault de Silguy | Frankrijk  | Onafhankelijk    | 1995-1999 | Santer                   |
|  | Pedro Solbes            | Spanje     | PSOE             | 1999-2004 | Prodi                    |
|  | Joaquín Almunia         | Spanje     | PSOE             | 2004-2010 | Prodi Barroso I          |
|  | Olli Rehn               | Finland    | Keskusta         | 2010-2014 | Barroso II               |
|  | Pierre Moscovici        | Frankrijk  | PS               | 2014-2019 | Juncker                  |
|  | Valdis Dombrovskis      | Letland    | V                | 2019-     | Von der Leyen            |